# Покров Богородичен (Каменец Подолски)
Катедралата „Покров Богородичен“ (на украински: Собор Святої Покрови) е православен храм в руско-византийски стил, разположен в град Каменец Подолски, Украйна. Сградата, построена през 1891 – 1893 г., е разрушена през съветската епоха. Съществуващата съвременна сграда е издигната в периода 1995 – 2000 г.

## История
Катедралата е построена през 1893 г. в чест на 100-годишнината от анексирането на Подолието от Русия. Храмът е построен с народни средства, събрани от настойничество. Основният камък на църквата е положен на 2 май 1891 г., а на 24 ноември 1897 г. катедралата е осветена. Изграждането ѝ, изрисуването на стените и закупуването на религиозни принадлежности струват повече от 100 хиляди рубли. Помещенията на църквата се подгряват с парно отопление.
Сградата поразявала с величието си и е била един от най-красивите храмове в Каменец Подолски. Построена във византийски стил, с голям главен купол и четири полукупола отстрани, църквата е имала малка камбанария над западния вход. Главният олтар първоначално е посветен на Св. Александър Невски, в памет на Александър III. Южният олтар е кръстен на Св. Великомъченица Екатерина, покровителка на Екатерина II, по време на чието управление Подолието е присъединено към Русия след разделянето на Полша; а северният – на Св. Николай.
Катедралата е имала иконостас на две нива, изработен от московския майстор Ахапкин. Сред даренията за храма е кръст, изпратен като подарък от императрица Александра Федоровна, съпруга на Николай II. В началото на 20 век, в църквата действа Братството на Александър Невски, с обществена читалня и библиотека.
През 30-те години на 20 век храмът е съборен. Възстановен е в периода 1995 – 2000 г. На 12 септември 2011 г. се състои откриването и освещаването ѝ от архиерей Владимир (Сабодан).